# Velódromo Luis Carlos Galán
O Velódromo Luis Carlos Galã é um recinto desportivo multipropósito na cidade de Bogotá, a capital do país sul-americano da Colômbia, que foi sede do Campeonato Mundial de Ciclismo de Pista da UCI de 1995. A pista é de 333 metros (364 jardas) de longo e esta feita de betão.
Recebe o seu nome em honra de Luis Carlos Galán Sarmiento um político colombiano. Tem capacidade para receber a uns 2 000 espectadores sentados.